# Langues fas
Les langues fas (ou langues baibai-fas) sont une famille de langues papoues parlées en Papouasie-Nouvelle-Guinée dans la province de Sandaun.

## Classification
Laycock (1975) propose d'inclure les langues fas dans une famille kwomtari-baibai-pyu, aux côtés du pyu et des langues kwomtari sans présenter de données pour appuyer cette thèse. Hammarström considère que les langues fas ne sont apparentées avec aucune autre famille de langues voisines. 

## Liste des langues
Les deux langues fas sont :
- fas
- baibai